# Pori
Pori (švedsko Björneborg ; latinsko Arctopolis) je mesto na zahodni obali Finske, ob estuariju reke Kokemäenjoki. Je upravno središče regije Satakunta.
Pori je približno 10 kilometrov od Botniškega zaliva, 110 kilometrov zahodno od Tampereja, 140 kilometrov severno od Turkuja in 241 kilometrov severozahodno od Helsinkov, glavnega mesta Finske. Pori pokriva površino 2062,00 kvadratnih kilometrov, od tega je 870,01 km² vode. Gostota prebivalstva je 71,88/km².
Mesto je bilo ustanovljeno leta 1558, potem ko je dotedanje pristanišče Ulvila zaradi postglacialnega tektonskega dviganja postalo neuporabno. V 450 letih se je po zaslugi tektonskega dvigovanja morska obala premaknila okoli deset kilometrov stran od mestnega središča. Pori je devetkrat uničil požar, zadnji leta 1852, po katerem so zgradili mestno središče v današnji obliki. Danes je mesto znano predvsem po vsakoletnem jazzovskem festivalu in po bližnji peščeni plaži Yyteri.
Je deseto največje mesto in osmo največje urbano območje na Finskem. Je uradno enojezično, po podatkih iz leta 2008 je bila finščina materni jezik 98 % prebivalcev.

## Ime
Pori dobesedno pomeni 'medvedje mesto'. Ime izhaja iz dela -borg (kar pomeni citadela, trdnjava ali grad) izvirnega imena v švedščini s fenicizirano izgovorjavo. Celotno švedsko ime Björneborg dobesedno pomeni 'Medvedja trdnjava' ali 'Medvedji grad' (finsko Karhulinna), latinsko-grško Arctopolis pa pomeni 'Medvedje mesto' (finsko Karhukaupunki).

## Zgodovina

### Zgodnja leta
Mesto Pori je 8. marca 1558 ustanovil finski vojvoda Ivan III. (finsko Juhana III ali Juhana-herttua), ki je bil pozneje znan kot Ivan III. Švedski. Bilo je naslednik srednjeveških mest Teljä (Kokemäki) in Ulvila. Plovba po reki Kokemäenjoki je od 14. stoletja postajala vse težja zaradi postglacialnega odboja. Pomen Kokemäkija in Ulvile je začel upadati, saj ladje niso mogle več pluti po reki. V 16. stoletju so se razmere tako poslabšale, da se je vojvoda Ivan odločil ustanoviti novo pristanišče in tržnico bližje morju.
Meščanstvu Ulvile je bilo ukazano, naj se preseli v novoustanovljeno mesto in 8. marca 1558 je Ivan III. izdal listino Pori, ki se glasi: »Ker smo videli, da bi bilo najbolje zgraditi močno tržno mesto ob morju in ker v Ulvili ne najdemo nikjer primernega mesta za utrdbo, smo izbrali drugo lokacijo v Poriju.«
Na začetku je imel Pori okoli 300 neprostovoljskih stanovalcev. Kmalu pa so prepoznali prednosti nove lokacije, ki je med drugim ponujala možnosti za donosno trgovanje. Gradnja ladij je pomembna že od začetka zgodovine Porija. Ladjedelnica je bila ob reki ustanovljena leta 1572 in je delovala do začetka 20. stoletja. Največja ladja, ki je bila verjetno kdaj zgrajena v Poriju, je bila Porin Kraveli, dokončana leta 1583.

### Velika jeza in krimska vojna
Med Veliko jezo leta 1713 so Pori zavzele ruske čete. Osem ruskih polkov je preživelo štiri mesece v mestu od septembra 1713 do januarja 1714 ter vandaliziralo in uničevalo mesto. Nekateri najbogatejši prebivalci so izginili, verjetno so jih zaprli in odpeljali v Rusijo. Zgoreli so vetrni mlini in skladišča. Izgubljenih je bilo večina volov in konj ter več kot 400 čolnov. Ruska invazija na Finsko se je nadaljevala še sedem let. Za Pori je to pomenilo veliko finančno izgubo, saj je bila zunanja trgovina popolnoma prekinjena. Po Veliki jezi je Pori izgubil svoje osnovne pravice in mesto je padlo v globoko depresijo. Nova 'zlata doba' za Pori se je začela leta 1765, ko je mesto dobilo nazaj osnovne pravice za zunanjo trgovino.
Ko je leta 1853 izbruhnila krimska vojna, sta Pori leta 1855 med Ålandsko vojno napadli francoska in britanska mornarica. Francoska fregata D'Assos je prvič poskusila julija in uspela zajeti eno ladjo zunaj otoka Isokari, preden je odplula naprej proti severu. Še en napad je britanska flota izvedla 9. avgusta. Župan Klaus Wahlberg se je pogodil s sovražnikom in mesto je bilo rešeno. Dve jadrnici in 17 manjših čolnov skupaj z nekaterimi drugimi nepremičninami so dobili Britanci. Dejavnosti prebivalcev Porija so veljale za sramotne in po nekaterih informacijah naj bi generalpodpolkovnik Alexander von Wendt kasneje degradiral častnika, ki se je umaknil iz Luotsinmäkija, v narednika med pregledom na tržnici v Poriju.

### Mestni požari
Ker je bila večina hiš zgrajenih iz lesa, je Pori doživel svoj delež požarov. Mesto je devetkrat pogorelo in bilo obnovljeno. Mesto je prvič uničil požar leta 1571, zadnji večji požar pa je bil leta 1852. Leta 1852 je bilo uničenega več kot 75 odstotkov mesta in večina prebivalcev je ostala brez domov. Rešenih je bilo le nekaj stavb, na primer mestna hiša. Veliki požar leta 1852 je bil ena najhujših katastrof na Finskem doslej. Nov načrt mesta in obliko sedanjega starega mestnega jedra je zasnoval švedski arhitekt C. T. von Chiewitz. Novo dokončane stavbe, kot sta gledališče Pori in hotel Otava, so zgodovinsko in kulturno pomembne. Štiri esplanade, ki so širše od ostalih ulic, delijo novo mestno jedro na štiri dele.

### Finska državljanska vojna in druga svetovna vojna
Med finsko državljansko vojno leta 1918 je bil Pori del Finske socialistične delavske republike. Mesto ni bilo na neposrednem vojnem območju, a nekaj terorja sta povzročili obe strani. Najbolj znan incident je bila usmrtitev 11 belcev na šolskem dvorišču liceja Pori.
Med drugo svetovno vojno so sovjetske zračne sile štirikrat bombardirale Pori v letih 1939–1940. Najhujše bombardiranje se je zgodilo 2. februarja 1940, ko je bilo ubitih 21 ljudi. Večina bomb je bila usmerjena v pristanišče ne v samo mesto. Od leta 1942 do 1944 je letališče Pori služilo kot letalsko skladišče za Jagdgeschwader 5 nemške Luftwaffe. Letalsko skladišče Pori je bilo znano kot Feldluftpark Pori in je bilo eno večjih nemških letalskih skladišč v severni Evropi. Septembra 1944 so Nemci zapustili letališče in z eksplozivom uničili številne objekte. En nemški hangar se uporablja še danes. V Poriju je umrlo skupno 319 sovjetskih vojnih ujetnikov Rdeče armade, ki so jih Nemci uporabljali za prisilno delo. Sovjetski vojaki so pokopani v okrožju Vähäruma v zahodnem delu mesta.

## Geografija

### Reka in delta
Geološki dvig po zadnji ledeni dobi je bil ob izlivu reke Kokemäenjoki razmeroma visok. Ko je bilo mesto leta 1558 ustanovljeno, je bilo na obali zaliva Pori. Zaradi tega dviga se delta reke zdaj začne pred mestom. Rekreacijsko območje Kirjurinluoto je pravzaprav na otoku, ki je z mostovi povezan s celino. Narodni urbani park Pori ohranja zgodbo o fazah razvoja mesta, ki se je rodilo ob izlivu reke Kokemäenjoki.

### Podnebje
Pori ima vlažno celinsko podnebje (Dfb), z zmernostjo zaradi Botniškega zaliva, ki pomaga ohranjati september nad 10 °C izotermno, in je med severnim obsegom tega podnebja na Finskem. Zime so dolge in mrzle, vendar so bistveno krajše in toplejše kot v severnih delih Finske zaradi morskega učinka in lege ob Botniškem morju. Temperature, izmerjene v središču mesta, so v povprečju nekoliko višje zaradi učinka mestnega toplotnega otoka. Poletja so relativno topla. Najvišja doslej zabeležena temperatura na tej vremenski postaji je bila 33,3 °Cš 13. julija 2010, najnižja uradno zabeležena temperatura pa je bila -36,8 °Cš 3. februarja 1966. Obisk znamenite Plaže "Yyteri" je verjetno najboljša zabava v Poriju v toplih poletnih dneh. Pravzaprav poleti zbere največ obiskovalcev od vseh drugih plaž na Finskem.

## Gospodarstvo
V letu 2014 je bilo 35.216 delovnih mest. V Pori je v letu 2014 delalo 7.548 prebivalcev drugih občin, izven mesta pa 5.710 zaposlenih. Stopnja brezposelnosti je bila maja 2018 10,7-odstotna.
Največji delodajalec v Pori po številu zaposlenih v letu 2016 je bilo mesto Pori z več kot 5000 zaposlenimi. Drugi večji delodajalci so Technip in Satakunta University of Applied Sciences.

## Kultura
Leta 1987 je bilo ustanovljeno Art Association NYTE, umetniška skupina in umetniško združenje.

### Pori Jazz Festival
Pori je splošno znan po mednarodnem festivalu jazz glasbe, ustanovljenem leta 1966. Danes je Pori Jazz eden največjih jazz festivalov v Evropi in eden največjih kulturnih dogodkov na Finskem. Devetdnevni festival poteka vsako leto julija. Številni znani glasbeniki so v preteklih letih igrali na festivalu, vključno z umetniki, kot so B. B. King, Ray Charles, Miles Davis, Keith Jarrett, Bob Dylan, Elton John, Kanye West in Santana.
Koncertne arene so po mestu. Glavno prizorišče je Kirjurinluoto Arena, ki je koncertni park na prostem, ki sprejme več kot 30.000 gledalcev. Arena je gostila tudi številne druge dogodke, kot je festival Sonisphere v letih 2009 in 2010. SuomiAreena na mednarodnem javnem debatnem forumu, ki je potekal sočasno s Pori Jazz.

### Gledališče in glasba
Pori velja za rojstni kraj gledališča v finskem jeziku, saj je Finsko narodno gledališče imelo svojo prvo predstavo v hotelu Otava 13. oktobra 1872. Gledališče Pori je občinsko gledališče, ustanovljeno leta 1931 kot združitev dveh lokalnih odrov. Gledališka stavba je bila dokončana leta 1884. Drugo profesionalno gledališče v Poriju je Rakastajat-teatteri. Prav tako gosti letni festival neodvisnih gledaliških skupin. Pori je dom številnih amaterskih in mladinskih gledališč ter poletnega gledališča Kirjurinluoto, ki poleti predstavlja produkcije na prostem.
Simfonični orkester Pori je bil ustanovljen leta 1938 in je zdaj znan kot Pori Sinfonietta. Orkester nastopa v leta 1999 zgrajeni glasbeni dvorani Promenadikeskus. Prvi mestni orkester je bil ustanovljen leta 1877. V zgodnjih letih je orkester izvajal predvsem lahko orkestrsko glasbo, njegovi glasbeniki pa so bili Nemci. Prvi simfonični koncert je bil odigran leta 1902. Najbolj znan klasični skladatelj iz Porija je Selim Palmgren, imenovan tudi 'finski Chopin'. Pori Opera je bila ustanovljena leta 1976. Izvaja letno produkcijo skupaj s Pori Sinfonietta in Pori Opera Choir. Leta 2004 so posneli Kung Karls jakt, ki je prva opera, komponirana na Finskem.

### Muzej
Muzej Satakunta je zgodovinski muzej, ustanovljen leta 1888. Je eden najstarejših zgodovinskih muzejev na Finskem in predstavlja zgodovino regije Satakunta in mesta Pori. Stavba muzeja je bila dokončana leta 1973.
Muzej umetnosti Pori je muzej sodobne in moderne umetnosti. Odprt je bil leta 1979. Muzej temelji na zbirkah lokalne zbirateljice umetnin in pokroviteljice Maire Gullichsen. Muzej umetnosti Pori je v nekdanji tehtnici, prvotno zgrajeni leta 1860.
Druga muzeja v Poriju sta muzej Rosenlew, ki predstavlja industrijsko dediščino podjetja Rosenlew in naravoslovni muzej Luontotalo Arkki. Toivo je središče prenove muzeja Satakunta. Predstavlja tradicionalne načine obnove lesenih hiš z razstavo značilnih domov zgodnjega 1900-ih.

## Zanimivosti
Plaža Yyteri je 17 kilometrov od središča mesta. Šest kilometrov dolga plaža je ena največjih v Baltskem morju. Turistični objekti v Yyteri so hotel/zdravilišče, kamp/kamp in igrišče za golf. Zelo priljubljena je tudi med windsurferji. Otok Reposaari je približno 10 kilometrov naprej od Yyterija. S celino je povezan s cesto. Reposaari je edinstvena vas z mestno podobo večinoma lesenih stavb in 1000 prebivalci. Na otoku je cerkev, marina, hostel, kamp, več restavracij in ribiško pristanišče.
Juselijev mavzolej na pokopališču Käppärä je bil zgrajen leta 1901 za 11-letno hčer poslovneža Fritza Arthurja Juséliusa. Je edini mavzolej na Finskem. Stavbo krasijo freske Akselija Gallen-Kallele, ki je eden najvidnejših finskih slikarjev. Kirjurinluoto je otok in park ob delti reke Kokemäenjoki ob središču mesta. Na južni strani reke so stale stavbe 'starega mesta' v imperijskem slogu, zgrajene po mestnem požaru leta 1852. Stara mestna hiša, zgrajena leta 1841, je ena redkih stavb, rešenih pred požarom. Osrednja cerkev Pori in grška pravoslavna cerkev Pori, posvečena Janezu Teologu, sta najpomembnejši cerkvi. 10 kilometrov izven mesta v občini Ulvila sta srednjeveška cerkev sv. Olafa in železarna Leineperi iz 18. stoletja.
Vila Mairea je projekt najbolj znanega finskega arhitekta Alvarja Aalta. Velja za eno njegovih najpomembnejših del. Vila je znana po vsem svetu med tistimi, ki jih zanima moderna arhitektura. Villa Mairea stoji v Noormarkku, občini, ki je bila leta 2010 priključena Poriju.
Najsevernejše okrožje Porija, Ahlainen, je naravna obmorska vas, sestavljena iz lesenih hiš. Ahlainenova lesena cerkev, zgrajena leta 1796, se nahaja v okrožju in je najstarejša ohranjena cerkvena zgradba v Poriju. Eteläranta ('Južna obala'), ki je ob reki Kokemäenjoki, je dragoceno območje Porija, saj so bili kamniti hišni bloki ob rečni pokrajini zgrajeni večinoma po velikem požaru v Poriju leta 1852.